# Férfi 100 méteres hátúszás a 2011-es úszó-világbajnokságon
A 2011-es úszó-világbajnokságon a férfi 100 méteres hátúszás selejtezőit július 25-én tartották és a döntőt július 26-án.

## Rekordok
|                    | Név           | Nemzet | Idő   | Helyszín     | Dátum              |
| ------------------ | ------------- | ------ | ----- | ------------ | ------------------ |
| Világcsúcs         | Aaron Peirsol | USA    | 51.94 | Indianapolis | 2009. július 8.    |
| Világbajnoki csúcs | Aaron Peirsol | USA    | 52.19 | Róma         | 2009. augusztus 2. |

A versenyek során nem született világ- vagy bajnoki rekord

## Érmesek
| Arany                           | Arany                           | Bronz                |
| Franciaország · Camille Lacourt | Franciaország · Jérémy Stravius | Japán · Ryosuke Irie |

## Eredmények

### Selejtezők
hét selejtező volt
| Helyezés | Futam | Pálya | Név                      | Nemzetiség | Idő     | Megj.     |
| -------- | ----- | ----- | ------------------------ | ---------- | ------- | --------- |
| 1        | 7     | 4     | Camille Lacourt          | FRA        | 53.30   | Q         |
| 2        | 6     | 5     | Jérémy Stravius          | FRA        | 53.34   | Q         |
| 3        | 7     | 5     | David Plummer            | USA        | 53.68   | Q         |
| 4        | 6     | 4     | Liam Tancock             | GBR        | 53.84   | Q         |
| 5        | 6     | 6     | Sztanyiszlav Donyec      | RUS        | 53.85   | Q         |
| 6        | 5     | 6     | Ben Treffers             | AUS        | 53.89   | Q         |
| 7        | 7     | 8     | Gareth Kean              | NZL        | 53.89   | Q         |
| 8        | 5     | 4     | Ryosuke Irie             | JPN        | 53.99   | Q         |
| 9        | 7     | 3     | Hayden Stoeckel          | AUS        | 54.05   | Q         |
| 10       | 5     | 3     | Nick Thoman              | USA        | 54.13   | Q         |
| 11       | 7     | 6     | Aschwin Wildeboer Faber  | ESP        | 54.14   | Q         |
| 12       | 5     | 5     | Helge Meeuw              | GER        | 54.15   | Q         |
| 13       | 7     | 7     | Aristeidis Grigoriadis   | GRE        | 54.26   | Q         |
| 14       | 5     | 2     | Nick Driebergen          | NED        | 54.30   | Q         |
| 15       | 6     | 3     | Junya Koga               | JPN        | 54.32   | Q         |
| 16       | 4     | 1     | Guy Barnea               | ISR        | 54.43   | szétúszás |
| 16       | 6     | 1     | Sun Xiaolei              | CHN        | 54.43   | szétúszás |
| 18       | 4     | 5     | Thiago Pereira           | BRA        | 54.47   |           |
| 19       | 6     | 7     | Mirco di Tora            | ITA        | 54.47   |           |
| 20       | 6     | 2     | Cheng Feiyi              | CHN        | 54.60   |           |
| 21       | 7     | 2     | Vitalij Boriszov         | RUS        | 54.66   |           |
| 22       | 4     | 7     | Charles Francis          | CAN        | 54.68   |           |
| 23       | 7     | 1     | Daniel Bell              | NZL        | 54.75   |           |
| 24       | 2     | 4     | Omar Pinzón              | COL        | 54.88   |           |
| 25       | 5     | 8     | Jonatan Kopelev          | ISR        | 54.90   |           |
| 26       | 5     | 1     | Chris Walker-Hebborn     | GBR        | 54.91   |           |
| 27       | 4     | 4     | Guilherme Guido          | BRA        | 54.93   |           |
| 28       | 4     | 6     | Radoslaw Kawecki         | POL        | 55.01   |           |
| 29       | 5     | 7     | Bastiaan Lijesen         | NED        | 55.09   |           |
| 30       | 4     | 2     | Charl Crous              | RSA        | 55.14   |           |
| 31       | 3     | 5     | Gerhardus Zandberg       | RSA        | 55.21   |           |
| 32       | 4     | 8     | Tobias Oriwol            | CAN        | 55.27   |           |
| 33       | 4     | 3     | Marcin Tarczynski        | POL        | 55.28   |           |
| 34       | 3     | 3     | Bernek Péter             | HUN        | 55.32   |           |
| 35       | 6     | 8     | Pak Szongvan             | KOR        | 55.39   |           |
| 36       | 3     | 1     | Bradley Ally             | BAR        | 55.88   |           |
| 37       | 3     | 6     | Federico Grabich         | ARG        | 55.93   |           |
| 38       | 3     | 4     | Simon Sjödin             | SWE        | 56.06   |           |
| 39       | 3     | 8     | Matas Andriekus          | LTU        | 56.10   |           |
| 40       | 3     | 7     | Flori Lang               | SUI        | 56.40   |           |
| 41       | 3     | 2     | Abdullah Al-Tuwaini      | KUW        | 56.94   |           |
| 42       | 2     | 3     | Jean-François Schneiders | LUX        | 57.03   |           |
| 43       | 2     | 7     | Heshan Unamboowe         | SRI        | 57.95   |           |
| 44       | 2     | 5     | Alex Hernandez Medina    | CUB        | 58.15   |           |
| 45       | 2     | 6     | Charles William Walker   | PHI        | 58.82   |           |
| 46       | 1     | 4     | Zane Jordan              | ZAM        | 59.33   |           |
| 47       | 1     | 5     | Antonio Tong             | MAC        | 1:00.34 |           |
| 48       | 2     | 1     | Awse Ma'aya              | JOR        | 1:00.64 |           |
| 49       | 2     | 2     | Boris Kirillov           | AZE        | 1:01.03 |           |
| 50       | 1     | 3     | Andrey Molchanov         | TKM        | 1:05.39 |           |

A 16. helyen két versenyző azonos idővel ért célba ezért szétúszást kellett rendezni

### Szétúszás
| Helyezés | Pálya | Név         | Nemzetiség | Idő   | Megj. |
| -------- | ----- | ----------- | ---------- | ----- | ----- |
| 1        | 5     | Sun Xiaolei | CHN        | 54.20 | Q     |
| 2        | 4     | Guy Barnea  | ISR        | 55.12 |       |

## Elődöntők

### Első elődöntő
| Helyezés | Pálya | Név             | Nemzetiség | Idő   | Megj. |
| -------- | ----- | --------------- | ---------- | ----- | ----- |
| 1        | 4     | Jérémy Stravius | FRA        | 52.76 | Q     |
| 2        | 6     | Ryosuke Irie    | JPN        | 53.05 | Q     |
| 3        | 7     | Helge Meeuw     | GER        | 53.34 | Q     |
| 4        | 2     | Nick Thoman     | USA        | 53.49 | Q     |
| 5        | 5     | Liam Tancock    | GBR        | 53.60 | Q     |
| 6        | 3     | Ben Treffers    | AUS        | 53.87 |       |
| 7        | 1     | Nick Driebergen | NED        | 53.98 |       |
| 8        | 8     | Sun Xiaolei     | CHN        | 54.21 |       |

### Második elődöntő
| Helyezés | Pálya | Név                     | Nemzetiség | Idő   | Megj. |
| -------- | ----- | ----------------------- | ---------- | ----- | ----- |
| 1        | 4     | Camille Lacourt         | FRA        | 53.09 | Q     |
| 2        | 5     | David Plummer           | USA        | 53.30 | Q     |
| 3        | 6     | Gareth Kean             | NZL        | 53.69 | Q     |
| 4        | 2     | Hayden Stoeckel         | AUS        | 53.70 |       |
| 5        | 7     | Aschwin Wildeboer Faber | ESP        | 54.03 |       |
| 6        | 3     | Sztanyiszlav Donyec     | RUS        | 54.10 |       |
| 7        | 8     | Junya Koga              | JPN        | 54.16 |       |
| 8        | 1     | Aristeidis Grigoriadis  | GRE        | 54.22 |       |

## Döntő
| Helyezés  | Pálya | Név             | Nemzetiség | Idő   | Megj. |
| --------- | ----- | --------------- | ---------- | ----- | ----- |
| Aranyérem | 3     | Camille Lacourt | FRA        | 52.76 |       |
| Aranyérem | 4     | Jérémy Stravius | FRA        | 52.76 |       |
| Bronzérem | 5     | Ryosuke Irie    | JPN        | 52.98 |       |
| 4         | 7     | Nick Thoman     | USA        | 53.01 |       |
| 5         | 6     | David Plummer   | USA        | 53.04 |       |
| 6         | 1     | Liam Tancock    | GBR        | 53.25 |       |
| 7         | 2     | Helge Meeuw     | GER        | 53.28 |       |
| 8         | 8     | Gareth Kean     | NZL        | 53.50 |       |